# Réseau routier français
 (15 août 2013).
Le réseau routier français regroupe près de 1 103 451 kilomètres de voies diverses (nationales, départementales et communales). Le réseau routier national comprend plus de 1 109 000 kilomètres en 2023 se répartissant en 12 379 km d'autoroutes, 11 178 km de routes nationales, 381 319 km de routes départementales et 704 942 km de routes communales.

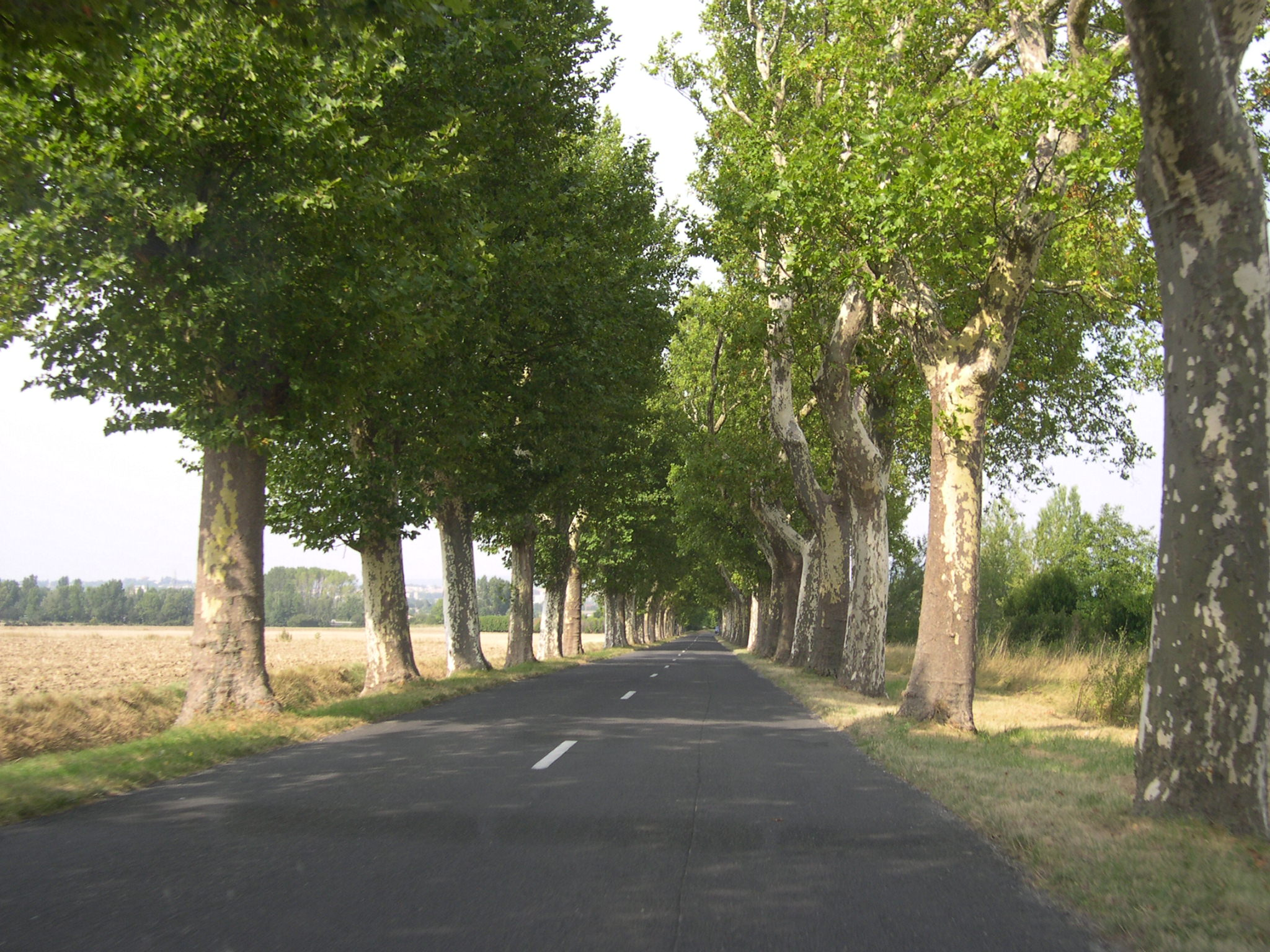
Une route de la campagne française, près de Castelnaudary

## Consistance du réseau

### Classification des routes

#### Classification domaniale
Le patrimoine immobilier des personnes publiques (État, collectivités territoriales, entreprises publiques) se répartit en deux grandes catégories, les propriétés relevant de la domanialité publique et celles de la domanialité privée. La domanialité publique est un régime juridique qui se superpose à la propriété, lui conférant une protection spécifique . La classification domaniale du réseau routier français s'établit au 31 décembre 2017 comme suit.
| Propriétaire                                     | Type de voie                                     | Catégorie de voie                                | Commentaires | Longueur au 31 décembre 2017 |
| ------------------------------------------------ | ------------------------------------------------ | ------------------------------------------------ | --- | ---------------------------- |
| État                                             | Autoroute                                        | Réseau concédé                                   | | 9 040 km                     |
| État                                             | Autoroute                                        | Réseau non concédé                               | | 2 578 km                     |
| État                                             | Route nationale                                  |                                                  | Routes nationales et rues et places qui y font suite appartenant à l'État. | 9 044 km                     |
| Corse, Nouvelle-Calédonie, DOM/ROM et COM        | Route territoriale                               |                                                  | Routes gérées par les collectivités territoriales comme la Corse, la Nouvelle-Calédonie, les DOM/ROM et les COM. Elles correspondent à des liaisons d'importance régionale. Dans les DROM et dans les COM, elles sont sous forme de route nationale. |                              |
| Département                                      | Route départementale                             |                                                  | Routes départementales et rues et places qui y font suite appartenant au département. | 377 890 km                   |
| Commune                                          | Voirie communale                                 | Voies communales                                 | Elles ont vocation à desservir le territoire communal, c'est-à-dire les principaux lieux de vie, d'activité économique et touristique, de relier des routes départementales entre elles. | 704 899 km                   |
| Commune                                          | Voirie communale                                 | Chemins ruraux                                   | Ils appartiennent au domaine privé de la commune. Leur vocation est la desserte des fonds ruraux, agricoles ou forestiers. | 704 899 km                   |
| Commune                                          | Voirie communale                                 | Voirie d'intérêt communautaire                   | Le code de la voirie routière ne fait pas mention de voirie communautaire, mais lorsque la commune a transféré la compétence voirie à un EPCI, celui-ci exerce pleinement les droits patrimoniaux du propriétaire. La gestion regroupe l'entretien (interventions physiques sur le domaine routier) et l'exploitation (conditions d'utilisation optimale de la route). Toutefois, ce second volet (exploitation) doit tenir compte des prérogatives propres au maire au titre de la police de la circulation. La coordination des travaux, la mise en place de barrières de dégel, le déneigement, à titre d'exemples, relèvent de sa seule compétence. | 704 899 km                   |
| Privé (particulier, société)                     | Voie privée                                      | Voies urbaines privées                           | Elles sont librement réalisées par les propriétaires | Non évalué                   |
| Privé (particulier, société)                     | Voie privée                                      | Voies rurales privées                            | Chemins et sentiers d'exploitation appartenant à des particuliers et desservant leur propriété (non ouverts à la circulation publique) et autres chemins : chemins de terre, chemins de culture et d'aisance (desserte d'un seul héritage), chemins de servitude, chemins de vidange. | Non évalué                   |
| Total (hors voies privées et route territoriale) | Total (hors voies privées et route territoriale) | Total (hors voies privées et route territoriale) | Total (hors voies privées et route territoriale) | 1 103 451 km                 |

De 1999 à 2019, la longueur totale du réseau routier (hors DOM) s’est accrue de 11,2 %, celle des autoroutes de 21,3 % et celle des routes communales (hors DOM) de 18,5 %.

#### Classification fonctionnelle
| Classes fonctionnelles des sections du réseau routier national | Longueur (mètres) |
| -------------------------------------------------------------- | ----------------- |
| Grandes liaisons d’aménagement du territoire                   | 3 289 621         |
| Routes nationales de liaison                                   | 2 064 687         |
| Routes nationales ordinaires                                   | 1 584 790         |
| Voies à caractère autoroutier                                  | 3 673 323         |
| Voies rapides urbaines de type 50                              | 1 129 076         |
| Bretelles grandes liaisons d’aménagement du territoire         | 511 586           |
| Bretelles routes nationales de liaison                         | 263 734           |
| Bretelles routes nationales ordinaires                         | 62 096            |
| Bretelles voies à caractère autoroutier                        | 1 105 615         |
| Bretelles voies rapides urbaines de type 50                    | 895 076           |
| Divers                                                         | 547 426           |
| Total                                                          | 15 127 030        |

#### Autres classifications
| Réseau routier français | Longueur (km) |
| ----------------------- | ------------- |
| Autoroutes              | 12 379        |
| Routes nationales       | 11 178        |
| Routes départementales  | 381 319       |
| Routes communales       | 704 942       |
| Total                   | 1 109 818     |

## Histoire
La mise en place et l'évolution du réseau routier reposent sur deux éléments essentiels :
- les routes les plus importantes, construites et gérées par le pouvoir central, ont d'abord une vocation militaire jusqu'au Premier Empire ;
- l'évolution du réseau des routes nationales reflète celle du modèle administratif français, du centralisme absolu vers une certaine décentralisation.

### De la Gaule à l'époque romaine
L'origine du réseau français est antérieure à la conquête romaine.
Comme l'a rapporté Jules César, ce qui est également confirmé par les découvertes archéologiques, la Gaule possédait un réseau de voies comportant des ponts sur les fleuves permettant de se déplacer rapidement entre les cités. Les Gaulois, excellents carrossiers, ne pouvaient se satisfaire de chemins non tracés.
Le réseau d'environ 12 000 km de voies romaines  a repris en partie leur tracé.
Ces voies partiellement pavées  avaient pour but de faciliter le déplacement des armées, le commerce et les échanges. Ces voies reliaient Rome aux frontières et aussi les principales cités gallo-romaines entre elles. Des réseaux en étoile étaient constitués au départ des villes les plus importantes notamment Lugdunum. Les déplacements plus locaux sont assurés par de simples chemins de terre.

### Les chemins médiévaux
Avec la chute de l'Empire, l'organisation et les moyens qui permettaient d'assurer l'entretien des routes disparaissent. Les chaussées se dégradent, certaines disparaissent. La répartition des populations, le poids respectif des villes et centres d'affaires, évoluent également, faisant perdre leur utilité à certaines liaisons, tandis que d'autres apparaissent, sans pouvoir être équipées avec les solutions techniques utilisées du temps de l'Empire.
Au Moyen Âge, la France n'a plus de réseau routier à l'échelle du pays, mais des routes régionales et des chemins en plus ou moins bon état.

### Ancien Régime: l'embryon d'un réseau national

#### XVIesiècle
Par la suite, les gouvernements n'y consacrent que des efforts temporaires à l'époque de Louis XI, de Sully et de Colbert.

#### XVIIesiècle
Les modes de déplacement au XVIIe siècle sont caractérisés par le développement des messageries et donc des routes de postes empruntées par les messagers.
Au début du siècle, l’état des routes est déplorable consécutivement aux guerres civiles du siècle précédent et à l’absence d’une administration chargée de la gestion, l’entretien et la construction des routes. Sully, pour qui Henri IV crée en 1599 l'office de grand voyer de France, déploie de louables efforts, mais son action est gênée par le manque de techniciens compétents et les résultats en sont compromis après 1610 par les troubles du royaume et le désordre des finances. Après l'interruption enregistrée par le règne de Louis XIII et la Fronde, la situation n’est pas reprise en main avant Colbert. Les conséquences du renforcement de la notion de service public apparaissent dans différents domaines : le roi dirige, paye et contrôle les travaux, tout au moins dans certaines provinces, pays frontières et pays d’élections. Colbert fait ainsi réaliser des progrès décisifs au service des ponts et chaussées, d’abord en mettant en sommeil les institutions périmées, bureaux des finances et communautés de marchands, puis en utilisant, autour de lui-même et des intendants, un personnel plus compétent. Avec lui, le technicien pénètre dans l’administration.
Les questions techniques de construction et d’entretien n’apparaissent pas, à cette époque, tenir la première place dans l'esprit des contemporains et aucun progrès notable n'apparait dans ce domaine. Dans le domaine des ponts, une évolution est toutefois à noter avec l'apparition des voûtes en anse de panier.

#### XVIIIesiècle

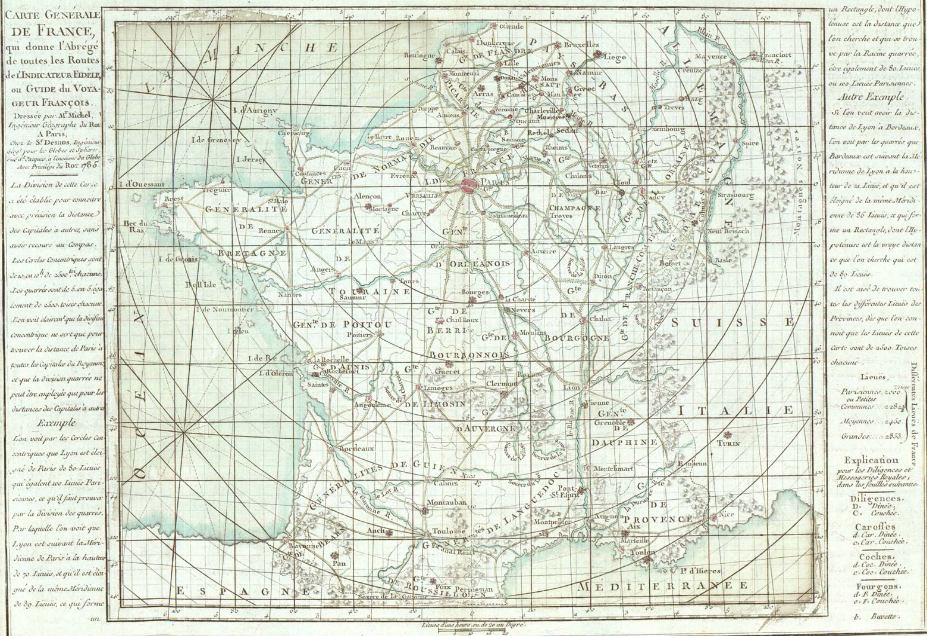
Indicateur fidèle ou guide des voyageurs, qui enseigne toutes les routes royales, 1785

C'est au XVIIIe siècle que l'établissement d'un véritable réseau routier devient une préoccupation permanente. Le service des Ponts et Chaussées développe et entretient les routes les plus importantes avec le concours du ministère de la Guerre. Il construit avec le système de la corvée près de 30 000 km de voies entre 1728, date de sa création, et la Révolution. Les routes sont bordées d'arbres afin de protéger les piétons et les chevaux. Les voies locales restent à la charge des riverains.
En 1776, un arrêt du Conseil définit quatre classes de routes, depuis les « grandes routes qui traversent la totalité du royaume, ou qui conduisent de la capitale dans
les principales villes, ports ou entrepôts de commerce » jusqu'aux petites routes
d'intérêt local. Les routes de la première classe, ou routes royales, construites désormais devront avoir 42 pieds de largeur, soit environ 13 mètres. Elles ont été cartographiées par 
Claude-Sidoine Michel, ingénieur et géographe du Roi à l'Observatoire, Louis Brion de la Tour et Louis Charles Desnos entre 1762 et 1785.

### Premier Empire

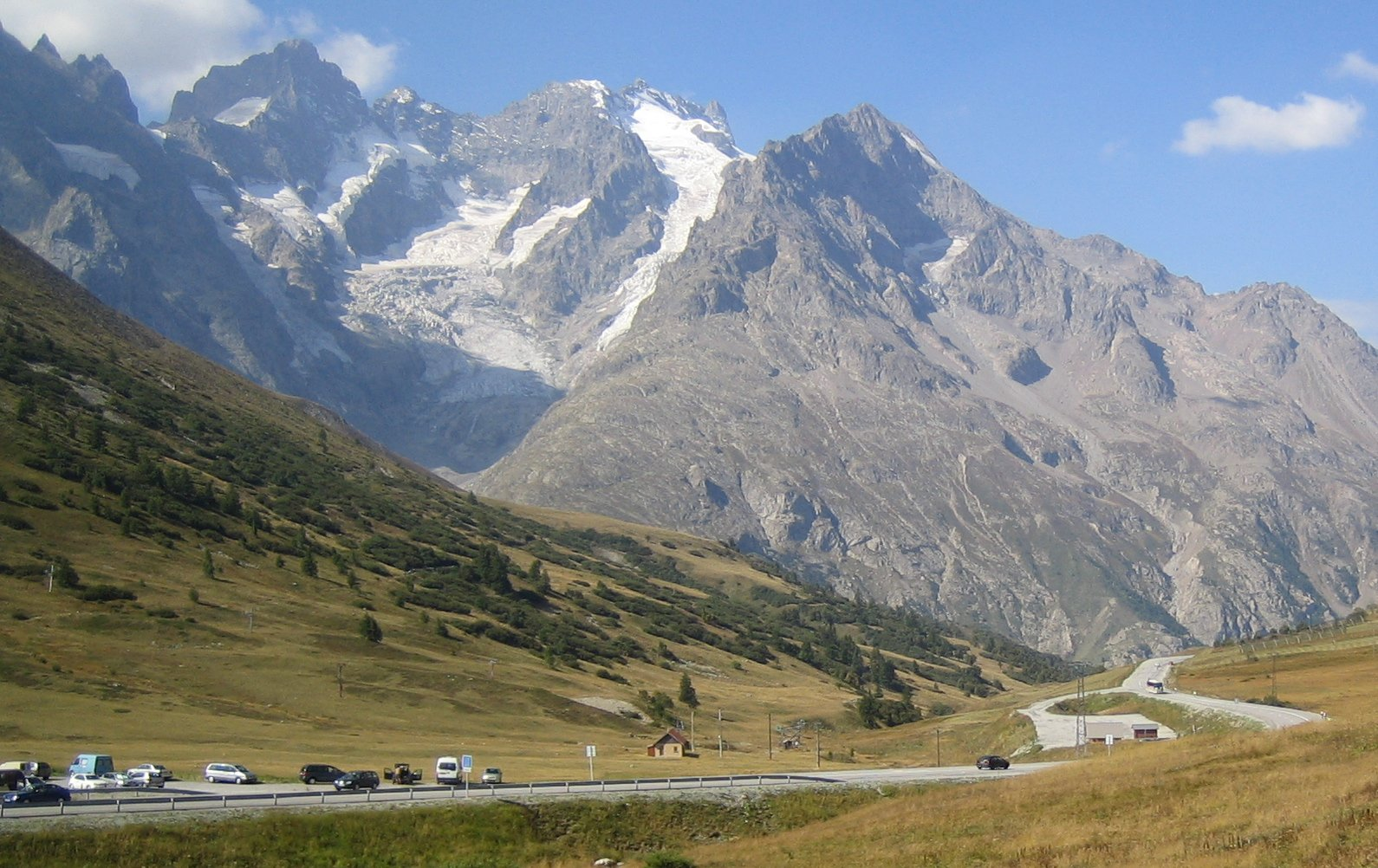
la Route nationale 91 près du col du Lautaret

À la sortie de la Révolution, les routes sont dans un état déplorable. Pour Napoléon Bonaparte, les routes impériales, qui remplacent les routes royales, permettent d'unifier le pays et de faciliter le passage des troupes, comme à l'époque romaine. Il s'attache particulièrement à développer les routes vers l'Italie, à laquelle il attribue une importance politique particulière. La première classe contient quatorze routes dont dériveront les principales routes nationales d'aujourd'hui. Toutes ces routes partent de Paris, même si certaines ont un tracé commun à leur début. Conçues à l'époque d'extension maximale de l'Empire, certaines de ces routes se terminent dans des villes aujourd'hui étrangères. Les voies reliant les grandes villes de province entre elles sont reléguées dans une seconde catégorie. Le décret mentionne aussi les routes départementales, qui correspondent aux routes de 3e classe de l'Ancien Régime.
| No | Parcours                                               |
| -- | ------------------------------------------------------ |
| 1  | Paris – Calais                                         |
| 2  | Paris – Amsterdam                                      |
| 3  | Paris – Hambourg (commun avec la 2 jusqu'à Soissons)   |
| 4  | Paris – Mayence                                        |
| 5  | Paris – Strasbourg (commun avec la 4 jusqu'à Châlons)  |
| 6  | Paris – Rome et Naples                                 |
| 7  | Paris – Milan                                          |
| 8  | Paris – Rome                                           |
| 9  | Paris – Toulon (commun avec la 8 jusqu'à Aix)          |
| 10 | Paris – Perpignan (commun avec la 8 jusqu'à Moulins)   |
| 11 | Paris – Bayonne                                        |
| 12 | Paris – Rochefort (commun avec la 11 jusqu'à Poitiers) |
| 13 | Paris – Brest                                          |
| 14 | Paris – Cherbourg                                      |

Le Trésor public finance intégralement les routes de 1re et 2e classe et
participe à l'entretien des routes départementales.

### Restauration et Monarchie de Juillet

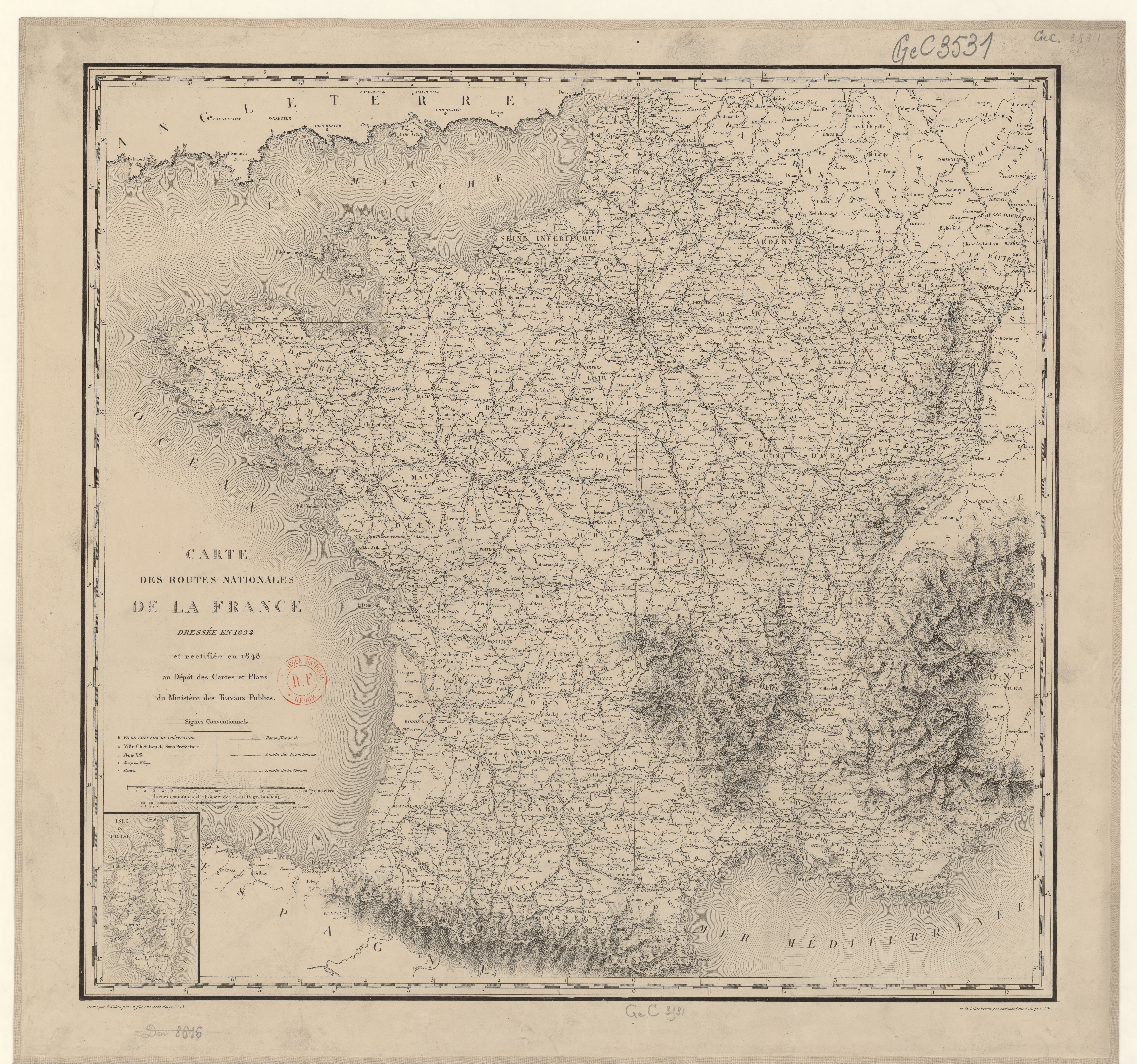
Carte des routes nationales de la France en 1848.

Après l'Empire, l'État continue à améliorer les routes redevenues « royales », puis
« nationales » après 1830, parallèlement au développement des canaux. La paix retrouvée et l'explosion de la révolution industrielle demandent une voirie adaptée au commerce. L'administration des Ponts et Chaussées construit de nouvelles routes, rénove les voies existantes, reconstruit des ponts. Le système de numérotation impérial est revu en 1824 (il ne changera presque pas jusqu'aux déclassements de 1974). Le réseau compte alors 14 000 km de routes royales en bon état. On ajoute au réseau en étoile centré sur Paris des liaisons transversales entre Lyon et Bordeaux, entre Agde et Toulouse.
Les diligences vont de plus en plus vite sur ce réseau rénové. Le voyage de
Paris à Lyon prend moins d'un jour et demi par la malle-poste en 1848. On est à
Bordeaux en deux jours.
Pour la première fois l'État commence à s'intéresser aux voies locales. La loi du 28 juillet 1824 crée les chemins vicinaux, à la charge des communes mais sous le contrôle des préfets.

### La suprématie du chemin de fer
Napoléon III achève la route qui traverse les Alpes par le col du Lautaret (N 91)
ainsi que celle qui franchit le Somport (N 134) dans les Pyrénées. Il poursuit l'effort engagé sous la Restauration en faveur des chemins vicinaux et les conseils généraux poursuivent l'extension du réseau des voies départementales. Un état publié en 1864 dénombre 231 routes impériales d'une étendue de 38 262 km ; 1 751 routes départementales d'une longueur de 47 871 km qui passeront à 48 000 km en 1871. Il faut se rappeler que les conseils généraux sont alors soumis à la tutelle du préfet, c’est-à-dire de l'État.
Toutefois l'effort principal, dans la deuxième moitié du siècle, après le vote de la loi du 11 juin 1842, porte sur le développement du réseau ferroviaire, qui permet le développement d'un véritable réseau national là où auparavant, n'étaient créées que des liaisons d'opportunité sans cohérence d'ensemble. Les nouvelles gares ainsi construites, que l'on nomma d'abord des embarcadères, prirent progressivement la place des relais de diligence dans le quotidien des voyageurs. Elles allaient devenir à leur tour le centre d'un nouveau développement urbain au point de finir par être incluses dans la trame urbaine, alors qu'elles avaient été bâties en périphérie.
À la fin du XIXe, le maillage du réseau sur l'ensemble assure au chemin de fer un monopole de l'ensemble du transport de voyageurs, en dehors de rares zones non encore desservies, et des marchandises à longue distance.
À cette époque, le réseau s'est cependant densifié : de nombreuses routes ont été créées pour relier les gares aux localités proches ou pour améliorer les dessertes locales.
Mais les grands axes désertés ayant perdu leur utilité sont relativement négligés et peu entretenus.
Au cours de la dernière décennie du siècle, les premiers cyclotouristes qui redécouvrent  ces grandes routes seront à l'origine de la création du Touring Club de France. Le TCF mène à la fin du siècle et au début du suivant une action auprès des pouvoirs publics et de l'opinion pour obtenir leur amélioration.

### L'ère de l'automobile

Carte des routes nationales de la France en 1922.

Le XXe siècle remplace les carrioles et les chevaux par des automobiles qui supportent beaucoup moins les irrégularités de la chaussée.
Le revêtement le plus répandu, l'empierrement (sous forme de macadam ou autres techniques), bien adapté aux transports hippomobiles, se dégrade au passage des automobiles qui soulèvent, de plus, des nuages de poussière.
Vers 1920, après une guerre qui avait aggravé le manque d'entretien, le mauvais état d'une partie du réseau est attesté par les cartes routières de cette époque notamment les cartes Michelin  qui distinguent les routes généralement défoncées et celles régulièrement entretenues.
Entre les deux guerres, l'État se charge de goudronner les routes nationales puis départementales.
Dans les années 1960, il se lance dans une vaste politique de création d'autoroutes.

### L'époque contemporaine: la remise en cause des modèles traditionnels
Dès 1972 l'État a déclassé près de 53 000 km de routes nationales secondaires. Plus récemment, la loi du 13 août 2004, adoptée dans le cadre de la politique de décentralisation du gouvernement de Jean-Pierre Raffarin, prévoit que l'État doit transférer aux départements la gestion de la majeure partie du réseau des routes nationales. Ce transfert concerne environ 18 000 km de routes, dont les servitudes, droits et obligations sont transférés au département. L'État conservera la responsabilité du « réseau principal structurant », c’est-à-dire des routes et des autoroutes qui desservent les principales villes et qui sont jugées essentielles pour la vie économique. Le ministère de l'Équipement a présenté en juillet 2005 la liste des routes que l'État compte transférer aux départements.
Quant au règne de l'automobile, il est remis en cause par les partisans du transport ferroviaire en France, moins polluant. Ainsi la catastrophe du tunnel du Mont-Blanc du 24 mars 1999, suivi d'un incendie au  tunnel du Fréjus le 4 juin 2005, a renforcé les partisans d'une grande liaison ferroviaire entre la France et Milan.
Si la voiture reste un objet quotidien pour l'immense majorité des Français, son utilisation pour de grands trajets est fluctuante : les liaisons ferroviaires à grande vitesse, et dans une moindre mesure, l'avion, sont de sérieux concurrents pour la route, mais le covoiturage et les offres de bus et de trains low cost gagnent du terrain, pour des questions de coûts, mais aussi de souplesse par rapport au maillage et aux imprévus (grèves, fermeture des petites lignes ferroviaires et réduction de l'offre).
Du point de vue du transport de marchandises, l'effondrement du transport de fret par chemin de fer s'est opéré au profit du transport routier et devrait poser à l'avenir les questions de modes de transports moins polluants (ferroutage par exemple) et, malgré le fiasco de l'écotaxe avortée, d'une plus juste contribution des transporteurs au coût d'entretien des routes et infrastructures gratuites utilisées, bien plus sollicitées, et dégradées, par les poids-lourds que par les véhicules légers.

## Circulation routière
En France, on considère que le un pourcent de linéaire d'autoroute accueille 28% des la circulation automobile. Le réseau routier national (y compris les autoroutes) représente 2% du linéaire de route pour 36% de trafic. Les 64% d'autres circulaiton se font sur d'autres routes, notamment départementales ou métropolitaines.
En France, en 2023, on considère que 604 milliards de véhicules kilomètres sont circulés.
|                                                                  | Véhicules kilomètres circulés en milliards | Véhicules kilomètres circulés en milliards |
| Type                                                             | 2005                                       | 2023                                       |
| ---------------------------------------------------------------- | ------------------------------------------ | ------------------------------------------ |
| Autoroutes concédées                                             | 77                                         | 100                                        |
| Autoroutes interurbaines                                         | 21                                         | 25                                         |
| Autoroutes et VRU                                                | 34                                         | 40                                         |
| Routes nationales interurbaines à caractéristiques autoroutières | 22                                         | 30                                         |
| Routes nationales autres                                         | 23                                         | 20                                         |
| Autres routes                                                    | 389                                        | 386                                        |
| Ensemble des réseaux                                             | 568                                        | 604                                        |

### Sens de circulation
La France roule à droite depuis la Révolution française, par mesure antiroyaliste.

### Parc automobile et trafic
|                       | 2023                  | 2023                              |
| Type                  | Milliers de véhicules | Milliards de véhicules kilomètres |
| --------------------- | --------------------- | --------------------------------- |
| Tourisme              | 37992                 | 470                               |
| Utilitaire            | 6264                  | 83                                |
| Lourd ( > 3,5 tonnes) | 702                   | 39                                |
| Deux-RM (estimé)      | 3594                  | 10                                |

### Code de la route
Le code de la route français est en relation avec certains instruments internationaux comme le traité de 1949, où les normes internationales prévoient que pour circuler sur des routes internationales, une voiture doit avoir une largeur inférieure à 2,50 m (ou 8,20 pieds) et une hauteur inférieure à 3,80 m (ou 12,50 pieds). Il s'uniformise aussi après les deux conventions de Vienne de 1968 sur la signalisation et la circulation routière, ou avec les textes de droit européen,.

## Sécurité routière
En terme de mortalité, la France est un gros contributeur aux accidents de la route en Europe.
En 2021 et en 2022 la France est le pays de l'Union européenne des 27 à compter le plus grand nombre de tués sur les routes : 3260 en France contre 3159 en Italie. Ramené à la population, la France avec 48,0 tués par million de population dépasse de deux points la moyenne de l'Union européenne établie à 46,2.
Pour les deux-roues-motorisés, la France est le pays ayant la plus forte mortalité absolue en scooter : 124 tués en France en 2022 contre 70 en Italie mais la France est en deuxième place pour les motocycles avec 594 tués en 2022 contre 781 pour l'Italie. Rapporté à la population, la France se classe en quatrième position sur les deux tableaux.
Pour les jeunes de 18 à 24 ans, la mortalité ramenée à la population est le double en France (98,4) de ce qu'elle est en Allemagne (49,2) ou en Espagne (49,0). De fait, elle se rapproche plus de la mortalité de la Roumanie ou de la Lituanie?
En matière de motorised micro-mobility device (EDP en français), la France compte presque la moitié de la mortalité européenne mais le double de la mortalité italienne. De même la nuit franche[Quoi ?] compte plus de la moitié de la mortalité sur ce même segment.
En 2022, le taux de mortalité routière en France (50) par million est moindre qu'au Luxembourg (56) mais reste plus mortel que la moyenne de l'Union européenne, la Belgique (46), les Pays-Pas (37) ou l'Allemagne (33) selon les chiffres de Statbel.

### Accidentalité
| Type                   | Tués 2018 | Tués 2023 |
| ---------------------- | --------- | --------- |
| Autoroutes             | 269       | 269       |
| Routes nationales      | 222       | 192       |
| Routes départementales | 2103      | 1840      |
| Routes métropolitaines |           | 365       |
| Voies communales       | 592       | 457       |
| Autres voies           | 62        | 44        |
| Ensemble des réseaux   | 3248      | 3167      |

### Politique de sécurité routière

#### Passages à niveau

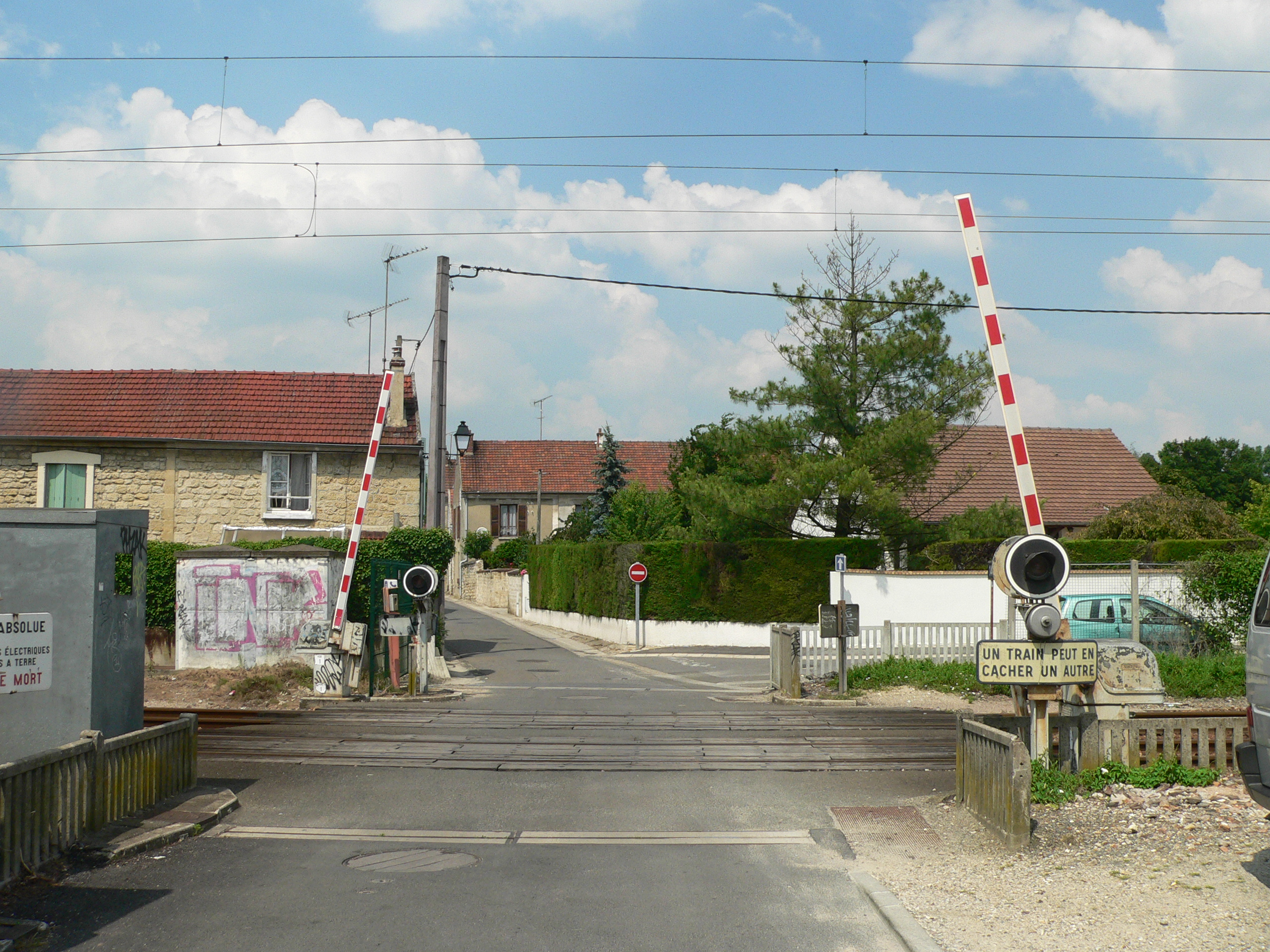
Passage à niveau automatique, à demi-barrières (France).

Certaines routes, notamment en métropole, présentent des croisements à niveau avec des lignes ferroviaires. De ce fait, ces points peuvent représenter un risque certain d'accidentalité entre un véhicule automobile et un train. Ces passages à niveau peuvent suivant le cas être signalés par un panneau de signalisation de passage à niveau sans barrière en France ou par un panneau signalant un passage à niveau muni de barrières en France.
0,4 % des passages à niveau se trouvent sur route nationale, 31,4 % sur RD, 68,2 % sur route communales. Le nombre total de PN est d'environ 15 000 en France. 60 % des PN sont munis d'un dispositif automatique (feux  ou  barrières).

### Radars

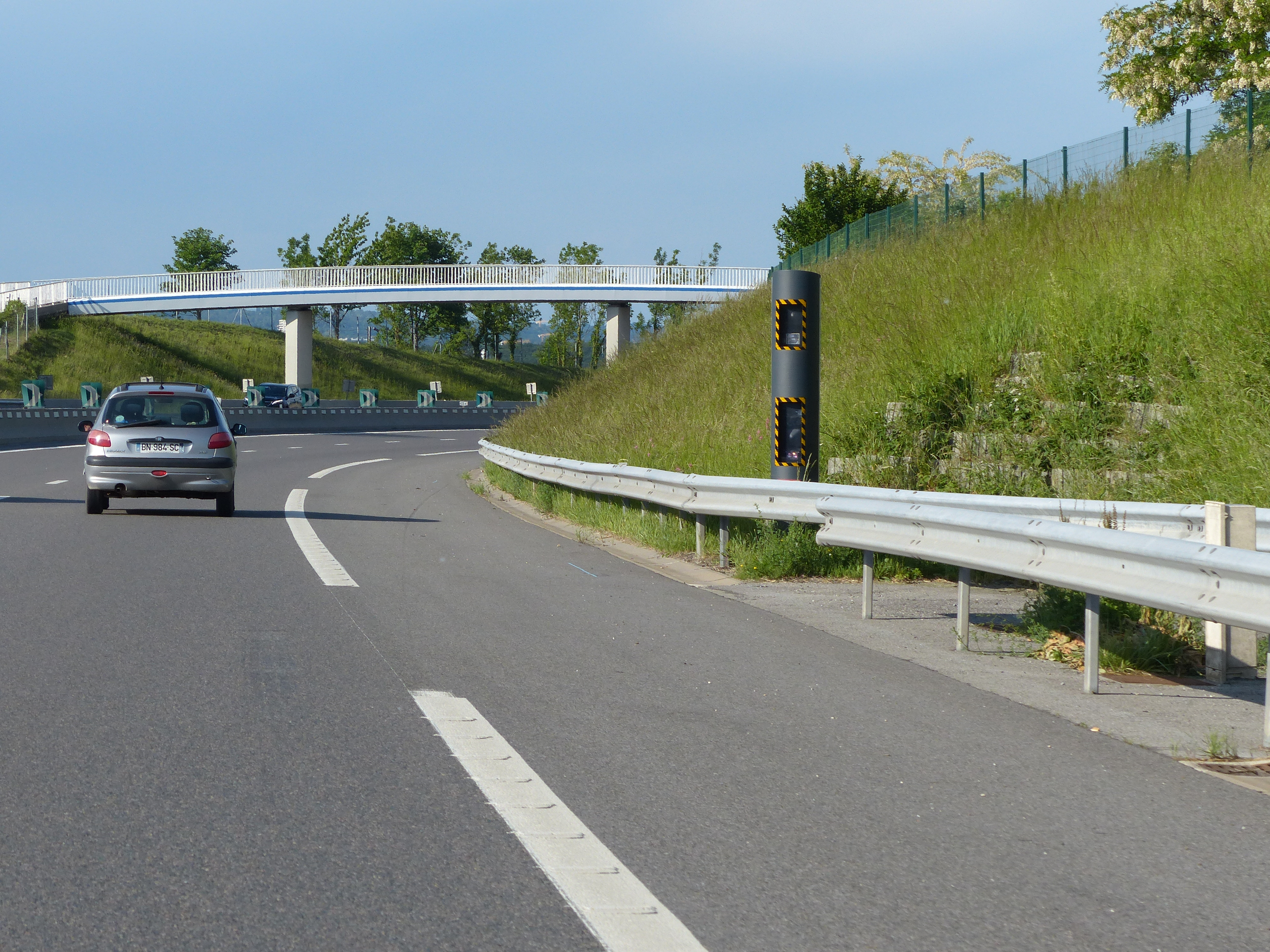
Radar discriminant, autoroute A40, Bossey, Haute-Savoie.

## Entretien routier
En 2023, l'entretien de l'ensemble des routes revient à 14 milliards d'euros.
Selon le trafic, les couches de surface des routes ont une viabilité optimale de 8 à 15 ans. Leur renouvellement moyen s'effectue tous les 20 à 25 ans.